# オルタカントゥス
オルタカントゥス Orthacanthus は、古代鮫として知られるゼナカントゥス目の淡水性のサメの属の一つ。この属は頭骨の後ろから伸びる長い棘と、ウナギのように非常に長い尾鰭が特徴である。学名は｢まっすぐな棘｣を意味する。オルサカンサスとも表される。
約2億6000万年前、オルタカントゥスはヨーロッパや北米の淡水沼の生態系の頂点の捕食者であった。全長は約3ｍでサメ類にはよく見られるように歯は二重の牙になっていた。石炭紀後期からペルム紀前期まで知られる。
なお、福井県立恐竜博物館などに展示されている全身化石から知られるO. senckenbergianusは、後の研究によりLebachacanthus属に再分類されている。

## 共食い
Aodhanらの2016年の調査で、オルタカントゥスの幼体の歯が成体の糞石中に見いだされたことから、彼らは飢餓の時に共食いをした可能性があることが明らかになった。

## 画像
- イングランド・カンブリアにあるボルソビアン頁岩で見つかった歯
- 復元イラスト